# Nordens folkliga akademi
Nordens folkliga akademi var ett centrum för folkupplysning, beläget i Kungälv, och upprättades 1968 på initiativ av Nordiska rådet. Akademin finansierades med statsmedel genom Nordiska kultursekrteriatet i Köpenhamn. I styrelsen fanns ledamöter utsedda av de nordiska regeringarna.
Vid akademin utbildades i första hand folkhögskolelärare och ledare för folkbildning och ungdomsarbete. Akademin hade viss anknytning till Nordiska folkhögskolan.
Akademins program var inriktat på att utveckla förståelse för mångfalden och det gemensamma i nordisk kultur samt på frågor om nordisk samverkan med den övriga världen.
Nordiska ministerrådet och samarbetsministrarna beslutade om nedläggning av akademin i oktober 2003. Akademins omfattande bibliotek (ca 14 600 titlar) av folkbildningslitteratur och pedagogisk litteratur donerades i juni 2004 till Linköpings universitet och infördes i Linköpings universitetsbiblioteks egna samlingar.  